# Матчи сборной Москвы по футболу (1939)
Сезон 1939 года стал 33-м в истории сборной Москвы по футболу.
В нём сборная провела 3 официальных матча — все междугородние товарищеские — и 3 неофициальных.

## Классификация матчей
По установившейся в отечественной футбольной истории традиции официальными принято считать матчи первой сборной с эквивалентным по статусу соперником (сборные городов, а также регионов и республик); матчи с клубами Москвы и других городов составляют отдельную категорию матчей.
Международные матчи также разделяются на две категории: матчи с соперниками топ-уровня (в составах которых выступали футболисты, входящие в национальные сборные либо выступающие в чемпионатах (лигах) высшего соревновательного уровня своих стран — как профессионалы, так и любители) и (начиная с 1920-х годов) международные матчи с так называемыми «рабочими» командами (состоявшими, как правило, из любителей невысокого уровня).

## Статистика сезона
| 1939          |                               |     |
| МГ 96         | Москва — Киев                 | 4:0 |
| Н (1)         | Москва (II) — Ленинград (мол) | 1:0 |
| МГ 97         | Москва — Ленинград            | 2:0 |
| МГ 98         | Москва — Ленинград            | 0:2 |
| Н (2)         | Москва (II) — Харьков         | 1:0 |
| Н (3)         | Москва (II) — Харьков         | 1:0 |
| Итого         |                               |     |
| И В Н П М     |                               |     |
| 3 2 0 1 6 − 2 |                               |     |
| 3 0 3 − 0     |                               |     |

## Официальные матчи

### 174. Москва — Киев — 4:0
Междугородний товарищеский матч 96 — День физкультурника (отчет).

| Москва | 4:0 | Киев |
| ------ | --- | ---- |
|        |     |      |

| Игрок                  | Клуб        |  | Вышел на замену | Гол  |
| ---------------------- | ----------- |  | --------------- | ---- |
| Разумовский, Николай   | «Локомотив» |  | 1               | (-0) |
|                        |             |  |                 |      |
| Палыска, Николай       | «Металлург» |  | 1               |      |
| Лясковский, Константин | ЦДКА        |  | 3               |      |
| Станкевич, Иван        | «Локомотив» |  | 1               |      |
|                        |             |  |                 |      |
| Сиземов, Константин    | «Металлург» |  | 1               |      |
| Ильин, Николай         | «Локомотив» |  | 5               |      |
|                        |             |  |                 |      |
| Бесков, Константин     | «Металлург» |  | 1               |      |
| Зайцев, Алексей        | «Металлург» |  | 1               |      |
| Капелькин, Сергей      | ЦДКА        |  | 1               |      |
| Митронов, Иван         | «Металлург» |  | 1               |      |
| Теренков, Пётр         | «Локомотив» |  | 1               |      |

| Киев        |  |
| ----------- |  |
| Трусевич    |  |
|             |  |
| Клименко    |  |
| Лифшиц      |  |
| Махиня      |  |
|             |  |
| Гребер      |  |
| И.Кузьменко |  |
|             |  |
| Шиловский   |  |
| Н.Балакин   |  |
| Лайко       |  |
| П.Комаров   |  |
| Шацкий      |  |

### 175. Москва — Ленинград — 2:0
Междугородний товарищеский матч 97 — Спортивный праздник, посвященный годовщине Октябрьской революции (отчет).

| Москва              | 2:0 | Ленинград |
| ------------------- | --- | --------- |
| - Федотов (1T)′ 64′ |     |           |

| Игрок               | Клуб      |                 | Вышел на замену | Гол  |
| ------------------- | --------- | --------------- | --------------- | ---- |
| Акимов, Анатолий    | «Спартак» | Заменён         | 4               | (-3) |
|                     |           |                 |                 |      |
| Соколов, Виктор     | «Спартак» |                 | 6               |      |
| Старостин, Андрей   | «Спартак» |                 | 51              | 3    |
| Соколов, Василий    | «Спартак» |                 | 4               |      |
|                     |           |                 |                 |      |
| Малинин, Константин | «Спартак» |                 | 1               |      |
| Елисеев, Евгений    | «Динамо»  |                 | 6               |      |
|                     |           |                 |                 |      |
| Семичастный, Михаил | «Динамо»  |                 | 11              | 2    |
| Якушин, Михаил      | «Динамо»  |                 | 25              | 16   |
| Семёнов, Виктор     | «Спартак» |                 | 3               | 3    |
| Федотов, Григорий   | ЦДКА      | Гол · Гол       | 5               | 7    |
| Корнилов, Павел     | «Спартак» |                 | 1               |      |
| Замена              |           |                 |                 |      |
| Кочетов, Борис      | «Торпедо» | Вышел на замену | 1               | (-0) |

| Ленинград    |  |
| ------------ |  |
| Хитров       |  |
|              |  |
| М.Денисов    |  |
| П.Забелин    |  |
| П.Сычев      |  |
|              |  |
| В.Бодров     |  |
| Вал. Фёдоров |  |
|              |  |
| Ласин        |  |
| И.Смирнов    |  |
| Викторов     |  |
| А.Ларионов   |  |
| Быков        |  |

### 176. Москва — Ленинград — 0:2
Междугородний товарищеский матч 98 — Спортивный праздник, посвященный годовщине Октябрьской революции (отчет ).

| Москва | 0:2 | Ленинград         |
| ------ | --- | ----------------- |
|        |     | - 66′ 83′ Сазонов |

| Игрок                  | Клуб        |                                 | Вышел на замену | Гол   |
| ---------------------- | ----------- | ------------------------------- | --------------- | ----- |
| Евгений Фокин          | «Динамо»    | Серебряный гол · Серебряный гол | 5               | (-11) |
|                        |             |                                 |                 |       |
| Радикорский, Всеволод  | «Динамо»    |                                 | 1               |       |
| Лясковский, Константин | ЦДКА        |                                 | 4               |       |
| Жуков, Михаил          | «Локомотив» |                                 | 1               |       |
|                        |             |                                 |                 |       |
| Михайлов, Александр    | ЦДКА        |                                 | 1               |       |
| Ильин, Николай         | «Локомотив» |                                 | 6               |       |
|                        |             |                                 |                 |       |
| Гринин, Алексей        | ЦДКА        |                                 | 1               |       |
| Щербатенко, Пётр       | ЦДКА        |                                 | 1               |       |
| Бехтенев, Валерий      | «Динамо»    |                                 | 1               |       |
| Капелькин, Сергей      | ЦДКА        |                                 | 2               |       |
| Теренков, Пётр         | «Локомотив» |                                 | 2               |       |

| Ленинград     |           |
| ------------- | --------- |
| Грищенко      |           |
|               |           |
| Козинец       |           |
| В.Лемешев     |           |
| Анциферов     |           |
|               |           |
| Горбачев      |           |
| А.Зябликов    |           |
|               |           |
| Сазонов       | Гол · Гол |
| А. И. Федоров |           |
| Алов          |           |
| Н.Дементьев   |           |
| Лотков        |           |

## Неофициальные матчи
1. Товарищеский матч
| 12 авг Неоф (1) | Москва (II) | 1:0 | Ленинград (мол) | «Динамо», Москва |

2. Спортивный праздник, посвященный годовщине Октябрьской революции
| 8 ноя Неоф (2) | Москва (II) | 1:0 | Харьков | «Динамо», Москва |
|                | - Рязанцев  |     |         |                  |

3. Товарищеский матч
| 12 ноя Неоф (3) | Москва (II) | 1:0 | Харьков | Харьков |

## Комментарии
1. ↑  К.Есенин указывал для сборной Москвы только междугородние и международные матчи[1].
2. ↑  Г.Калянов предложил разделение матчей на официальные и товарищеские (для сборной Москвы)[2].
3. ↑  Имеется в виду сборная сильнейшего состава без формальных ограничений — в отличие от второй, третьей и т. д. (дублёров), а также ведомственных (например, сборной профсоюзов или военного ведомства).
4. ↑  Регионы бывшей РСФСР — например, сборная Северного Кавказа; республики бывшего СССР — например, сборная Украинской ССР.
5. ↑  Для участия в спортивных мероприятиях праздника были сформированы три сборные Москвы, проводившие в один день игры в Москве и Ленинграде — две сильнейшего состава (на базе «Спартака» и на базе ЦДКА) для встреч с двумя аналогичными ленинградскими сборными и одна на базе команды группы «Б» «Крыльев Советов» и «Торпедо» для игр со сборной Харькова.

### Периодика
- «Красный спорт» Москва 1939. НЭБ — rusneb.ru.
- «Физкультура и Спорт» 1939
- «Вечерняя Москва» 1938. Библиотека им.Н.А.Некрасова — electro.nekrasovka.ru.